# Commanderie de Fay
Ne pas confondre avec la maison hospitalière de Dammartin-en-Goële qui dépendait de la commanderie hospitalière de Monthyon
La commanderie de Fay, est une commanderie de l'ordre du Temple, édifiée dans la première moitié du XIIIe siècle, au lieu-dit  Fay, à Dammartin, dans l'actuel département du Doubs, faisant alors partie du comté de Bourgogne. Elle devient commanderie de l'ordre de Saint-Jean de Jérusalem durant une partie du XIVe siècle.

## Histoire
Les Templiers s'installent en 1211 à Fay, lieu-dit  de Dammartin qui devient plus tard Grange-de-Fer. Ils érigent là l'une des 9 commanderies templières de Franche-Comté. Fay dépend de la maison templière de Besançon et est rattachée la Province de Bourgogne ; elle possède une chapelle dédiée à Notre-Dame, une grange, une tour abritant un four et un colombier.
À la suite de la dévolution des biens de l'ordre en 1307, elle est occupée par les Hospitaliers de l'ordre de Saint-Jean de Jérusalem avant d'être abandonnée antérieurement à 1373, date à laquelle elle est citée comme inhabitée et en partie détruite. Cependant, la grange subsiste et est encore habitée à la fin du XIXe siècle.
L'église du village, reconstruite à partir de 1742, possède une vierge en bois peint, appelée à tort Vierge des Templiers, classée depuis 1908, car datant vraisemblablement du XVIe siècle ou XVIIe siècle.

## Organisation des Ordres

### Ordre du Temple (jusqu'en 1307)
L'Ordre était divisé en Provinces dont le nombre a fluctué au fil du temps. On en cite généralement 21 :
- France : Poitou, Auvergne, Provence, Bourgogne
- Espagne : Castille, Aragon, Valence
- Italie : Sicile et Pouilles, Rome, Toscane et Lombardie
- Portugal, Angleterre, Allemagne, Hongrie, Pologne, Tchéquie
- Jérusalem, Tripoli, Antioche, Chypre, Petite Arménie

La commanderie de Fay fait partie de la Province de Bourgogne. Elle était dirigée par un commandeur.

### Ordre de Saint-Jean de Jérusalem
À la suite du procès et de la dévolution des biens de l'ordre du Temple, la commanderie de Fay devient une commanderie hospitalière et fait partie de la Langue d'Auvergne,.
L'auteur César Lavirotte indique qu'elle dépend de celle de Dole et se compose de:
- la maison de Dammartin et Fay (chef);
- la maison de La Villedieu-lès-Vercel (membre)[7],[Note 3];
- la maison de Jannez (membre, localisation inconnue).

Léopold Niepce qui publie un ouvrage sur le grand prieuré d'Auvergne quelques décennies plus tard mentionne un rattachement à la commanderie d'Arbois dont les membres étaient:
- Saint-Jean de Bouse, toponyme disparu qui se trouvait à environ un kilomètre de Sainte-Agnès (Jura).
- Annexe de Varessia et de Graveleuse
- La Villedieu-lès-Vercel
- Dammartin